# 431436 Gahberg
431436 Gahberg è un asteroide della fascia principale. Scoperto nel 2007, presenta un'orbita caratterizzata da un semiasse maggiore pari a 2,6659050 UA e da un'eccentricità di 0,2297236, inclinata di 11,39604° rispetto all'eclittica.